# Savage Tales
Savage Tales è stata una serie a fumetti antologica in bianco e nero pubblicata negli Stati Uniti d'America dalla Marvel Comics dal 1971 al 1975 (prima serie) e dal 1985 al 1986 (seconda serie). Segna il secondo tentativo dell'editore statunitense di entrare nel campo delle riviste dominato dalla Warren Publishing, editrice delle note Creepy, Eerie e Vampirella, e proseguì la numerazione della prima serie di Spectacular Spider-Man del 1968.

## Storia editoriale
Esordì come antologia di fantasy negli anni settanta; il secondo numero venne edito due anni e cinque mesi dopo il n. 1, il terzo fascicolo quattro mesi dopo il n. 2, il quarto 3 mesi dopo il n. 3, dopo di che la periodicità cambia e la pubblicazione diventa bimestrale.
- Conan il barbaro è apparso solo 5 storie dal n. 1 (maggio 1971) al n. 5 (luglio 1974): le prime tre storie sono state realizzate da Roy Thomas (testi) e da grande Barry Windsor-Smith (disegni), il n. 4 da Roy Thomas (testi), Neal Adams, Gil Kane (disegni) e Neal Adams (chine) e il n. 5 da Roy Thomas (testi), James Starlin (disegni) e Al Milgrom (chine)
  - n. 4 (maggio 1974) presenta una ristampa da Conan the Barbarian (prima serie) n. 12 (dicembre 1971);
- Ka-Zar, Lord of the Hidden Jungle è apparso solo 8 storie: n. 1, di Stan Lee (testi) e John Buscema (disegni e chine), dal n. 6 al n. 8 (nel n. 7 presenta 2 storie), Gerry Conway (testi), John Buscema (disegni) e Tony DeZuniga (chine), n. 9 e n. 11, di Gerry Conway (testi), Steve Gan (disegni e chine) e Rico Rival (chine su n. 11) e n. 10, di Gerry Conway (testi), Russ Heath (disegni) e Crusty Bunkers (chine).
  - n. 5 (luglio 1974) presenta una ristampa da Astonishing Tales n. 9 (dicembre 1971), n. 6 (settembre 1974) presenta una ristampa da Savage Tales n. 1 (maggio 1971);
- Femizons appare una sola storia su n. 1 (maggio 1971): The Fury of the Femizons, di Stan Lee (testi) e John Romita Sr. (disegni e chine)
  - n. 3 (febbraio 1974) presenta una ristampa da Savage Tales n. 1;
- Man-Thing appare una sola storia su n. 1 (maggio 1971): The origin of the Man-Thing!, di Gerry Conway, Roy Thomas (testi) e Gray Morrow (disegni e chine);
- Black Brother appare una sola storia su n. 1 (maggio 1971): Joshua's burden, di Sergius O'Shaughnessy (testi), Gene Colan (disegni) e Tom Palmer (chine);
- Albi Savage Tales presentano alcune ristampe da:
  - Cavaliere Nero presenta sull'albo The Black Knight n. 1 (maggio 1955): The abduction of King Arthur!, su n. 2 (ottobre 1973)
  - King Kull presenta sull'albo Creatures on the Loose n. 10 (marzo 1971), su n. 2;
  - Cavaliere Nero presenta sull'albo The Black Knight n. 2 (luglio 1955): The Crusader, su n. 4 (maggio 1974)
  - Jann della Giungla presenta 2 ristampe Jann of the Jungle (1957) sui n. 6 e n. 8;
- Brak, the Barbarian è apparso solo 2 storie su n. 7 (novembre 1974) e n. 8 (gennaio 1975), di John Jakes, Doug Moench (testi) e Steve Gan (disegni e chine);
  - n. 5 (luglio 1974) presenta una ristampa da Chamber of Chills n. 2 (gennaio 1973): Spell of the dragon, di John Jakes (testi) e Val Mayerik (testi, disegni e chine);
- Shanna la diavolessa è apparsa solo 2 storie su n. 9 (marzo 1975) e n. 10 (maggio 1975), di Carla Conway, Gerry Conway (testi) e vari (disegni e chine)

Savage Tales Annual presenta Ka-Zar, è stato pubblicato unico numero a fumetti, dalla Marvel Comics nell'estate 1975. Che presenta solo 6 ristampe da:
1. Astonishing Tales n. 11 (aprile 1972): A day of tigers!, di Roy Thomas (testi), Gil Kane (disegni) e Frank Giacoia (chine);
2. Savage Tales n. 6 (settembre 1974): Dragonseed, di Len Wein (testi) e Steve Gan (disegni e chine);
3. Astonishing Tales n. 3 (dicembre 1970): Back to the Savage Land, di Gerald F. Conway (testi), Barry Windsor-Smith (disegni) e Sam Grainger (chine), pag. 10;
4. Astonishing Tales n. 4 (febbraio 1971): The sun god!, di Gerald F. Conway (testi), Barry Windsor-Smith (disegni) e Sam Grainger (chine), pag. 10;
5. Astonishing Tales n. 5 (aprile 1971): Rampage!, di Gerald F. Conway (testi), Barry Windsor-Smith (disegni) e Sam Grainger (chine), pag. 10;
6. Savage Tales n. 2 (ottobre 1973): Dark tomorrow, di Gerald F. Conway (testi) e Gray Morrow (disegni e chine).